# Джандоменико Басо
Джандоменико Басо (на италиански: Giandomenico Basso) е италиански автомобилен състезател, участник в Европейският рали шампионат, трикратен победител в Рали България (2005, 2006 и 2009).
Дебютира в автомобилните спортове през 1994 година.
От 1998 година е пилот на ФИАТ, управлявайки Fiat Seicento Sporting.
От 2001 година пилотира Fiat Punto S1600.
През 2006 година стартира зад волана на Fiat Punto Abarth S2000.